# Stéphane Gendron
Pour les articles homonymes, voir Gendron.
Stéphane Gendron (22 décembre 1967 à Saint-Jean-sur-Richelieu, Québec, Canada) est un avocat, un homme politique, un animateur de radio et de télévision. Il fut le maire de Huntingdon, municipalité de 2 587 personnes de la région du Haut-Saint-Laurent, de 2003 à 2013. Il annonce sa démission le 27 août 2013 à la suite de plusieurs controverses.

## Biographie

### Jeunesse
Fils d'un bûcheron de St-Octave-de-l'Avenir en Gaspésie et d'une mère maîtresse d'école de rang, il a grandi à Saint-Rémi, en Montérégie.
Gendron est diplômé de la Faculté de Droit de l'Université de Montréal, et diplômé en Histoire de l'Université du Massachusetts à Boston, (UMASS-Boston), à l'époque où il demeurait dans le quartier du « Petit Canada », sur la rue Austin à Lowell.
Il est également musicien. Il a étudié à l'École supérieure de Musique Vincent d'Indy sous la direction de Paul Loyonnet (piano), Monique Bernard (Harpe) et la composition (Rhené Jacque) de même qu'au Conservatoire de musique de Montréal dans la classe d'orgue de Raymond Daveluy et la classe de contrepoint d'Aline Letendre. Il a été organiste titulaire de l'Église Unie de Huntingdon (Huntingdon United Church), poste qu'il a abandonné au début de sa carrière politique municipale. 
Il est en relation avec Nathalie Collin depuis 1992 et il a quatre enfants : Virginie Chaloux-Gendron (l'aînée), William Collin-Gendron et Clothilde Collin-Gendron. Son autre fils, Clovis Collin-Gendron, décédé quelques heures après sa naissance le 12 juin 2000.

### Carrière politique
Élu maire de la ville de Huntingdon en novembre 2003, Stéphane Gendron s'est d'abord fait connaitre lors de l'adoption d'un règlement municipal imposant un couvre-feu aux mineurs afin de diminuer le vandalisme juvénile. La mesure n'a jamais été publiée ni mise en vigueur sur le plan juridique. Cette mesure inhabituelle ayant suscité beaucoup de controverse, il a été invité à de nombreuses émissions pour faire valoir ses idées, où ses qualités de communicateur ont été remarquées. L'idée d'un couvre-feu à Huntingdon fut finalement adoptée par le Conseil municipal en août 2004 mais ne fut jamais mise en œuvre, le Maire ayant refusé de procéder à la publication du règlement devant la contestation judiciaire annoncée par le député provincial de l'époque, André Chenail. Ce règlement n'a jamais accepté par le Conseil des Maires de la région de la Municipalité régionale  -  qui refusèrent d'en recommander l'application auprès de la Sûreté du Québec, citant l'inconstitutionnalité du règlement et sa nature discriminatoire.  
Il a déjà été dans l'équipe du Ministre de l'Éducation Jean Garon avec le Parti québécois à titre d'attaché politique.  En 2006, Gendron a confirmé avoir été approché par le Parti conservateur du Canada. Il a déjà indiqué sur les ondes qu'il voudrait être le patron de son propre parti politique. Le Maire Gendron s'est engagé à quitter la Mairie de Huntingdon au terme de son deuxième mandat débuté en novembre 2005, ayant toujours indiqué qu'une limitation à deux mandats était nécessaire afin d'améliorer la vie politique et la démocratie.
Le Maire Gendron a suscité diverses réactions dans le cadre de la succession de Mario Dumont comme chef de l'ADQ. Ainsi, plusieurs sondages d'opinion publiés par le réseau Cyberpresse (La Presse) et la Maison Léger & Léger Marketing le placent premier dans les intentions de vote comme successeur de Mario Dumont à la tête de l'ADQ. Gendron n'a toutefois pas annoncé sa candidature pour la course à la chefferie, se réservant le droit et la possibilité de faire le saut en vue du prochain scrutin général au Québec prévu pour 2012-2013.
Il a été réélu maire de Huntingdon pour un troisième mandat lors des élections municipales de novembre 2009 avec près des deux tiers des votes exprimés et un taux de participation de 60 %.
Il annonce sa démission le 27 août 2013, expliquant qu'il n'aurait pas accepté que le conseil municipal refuse la construction d'un cimetière musulman dans le parc industriel de la Ville.

### Carrière dans les médias
Stéphane Gendron est devenu animateur de « Couvre-feu », une émission radiophonique au 98,5 FM à Montréal.  Il a aussi été coanimateur avec Richard Desmarais et Gilles Proulx de l’émission L'avocat et le diable au réseau de télévision TQS de 2005 à 2006. Le 27 mars 2007, il a été remercié de ses fonctions au 98,5 FM pour son émission du retour « Le Couvre-Feu ». Il se retrouve un micro à partir du 22 juin 2007 sur les ondes de la radio satellite XM Canada, Canal 172 où il anime une émission quotidienne d'affaires publiques intitulée « Sans Compromis ». Cette émission met l'accent principalement sur l'actualité en région, de même que des dossiers sur la scène internationale où Gendron fait appel régulièrement à des experts analystes en Europe et en Amérique pour commenter l'Actualité. Cette émission est aussi diffusée en simultané et différé sur son site internet.
Gendron maintient aussi un blogue. Il collabore quotidiennement à l'émission Rebelle sur les ondes de CHEQ-FM 101,3 dans la région de la Beauce et de Québec. Son segment est diffusé en rappel tous les jours dès 17h00. Il collabore aussi à Radio X Québec et Radio X Saguenay sur une base hebdomadaire. 
Depuis la fin de 2009, Gendron est aussi chroniqueur d'affaires publiques dans toutes les stations de radio du Groupe Simard, dans l'est du Québec.
Il a aussi effectué un retour sur les ondes télévisuelles de TQS le 2 juin 2008 à la nouvelle mouture de l'Émission d'affaires publiques L'Avocat et le Diable. Il travaille aussi à la réalisation d'un documentaire télévisuel de deux heures pour le Canal D et Astral Média sur l'effondrement des villes mono-industrielles en régions du Québec intitulé Les fous de leur Village et réalisé par Vincent Audet Nadeau (Production SR Com Média)..
Depuis août 2009, Stéphane Gendron apparaît à la télévision sur les ondes du Canal V dans le cadre d'une collaboration quotidienne avec l'animateur de l'émission du Show du Matin, Gildor Roy. À deux reprises, il commente l'actualité et la scène politique, à 7 h et 8 h.
Depuis novembre 2008, Gendron est aussi chroniqueur dans le quotidien Le Journal de Montréal et commente l'actualité tous les mardis.
En 2008, il interpréta un lecteur de nouvelle dans le court métrage d'animation québécois Pogo et ses amis de François Guay.
Depuis Août 2011, il tient la barre de l'Émission Face-à-Face sur le réseau V en compagnie de Caroline Proulx. Face-à-Face est une émission d'affaires publiques d'une durée de 60 minutes et qui traite d'actualité, de politique et de société. Gendron est aussi chroniqueur quotidien dans l'Émission radiophonique du matin à Trois-Rivières (CKOI - Martin Pouliot), de même que pour l'ensemble des stations du Groupe Simard Radio (Rimouski, Rivière-du-Loup, Montmagny et St-Georges de Beauce) depuis 2010.

## Controverses
- Le 13 juillet 2005 et le 24 juillet 2005, à l'émission « Couvre-Feu », sur les ondes du 98,5 FM, où il était invité à commenter l'actualité, Stéphane Gendron critique la décision du gouvernement du Québec qui, invoquant un manque de données scientifiques, hésitait à rendre accessible le Herceptin, un médicament contre le cancer du sein. Gendron traite le premier ministre Jean Charest de «meurtrier», d'«imbécile» et de «menteur», l'accuse de «faire mourir le monde» et insinue qu'il souffre d'un «cancer du cerveau». Le maire de Huntingdon ajoute que si sa propre épouse était atteinte d'un cancer du sein, il se rendrait lui-même à Québec pour administrer une «raclée» à Jean Charest, qui en «mangerait toute une» selon lui[8]. Le premier ministre fera parvenir une mise en demeure à Stéphane Gendron, qui s'excusera en ondes. Il s'agissait de la première fois que Jean Charest réagissait par le biais d'avocats à une charge personnelle lancée par les médias. Ironiquement, le gouvernement a rendu le Herceptin accessible le 22 juillet.
- En ondes à TQS en août 2006, lors du conflit entre Israël et le Liban, Gendron a comparé les Israéliens à des « nazis des temps modernes[9] ». L'animateur fut pressé de nuancer ses propos, et de préciser qu'il visait le gouvernement de l'État d’Israël et non sa population.
- En décembre 2006, Gendron a été sanctionné par le Barreau du Québec, qui l'a déclaré coupable de deux infractions à son code de déontologie. Peu après, il fut radié à vie de l'ordre et n'est donc plus avocat à ce jour. À TQS le 31 mai 2006, l'animateur avait attaqué la juge Lise Côté de la Cour d'appel, à la suite d'une peine jugée trop clémente à l'endroit d'un père incestueux ayant agressé sa fille de 4 ans et diffusé les images des agressions sur internet. Stéphane Gendron avait traité la juge Côté de plusieurs noms[10]. L'avocat ne s'est pas présenté à l'audition de sa cause en octobre, puis a brûlé le jugement en ondes à la télévision[11].
- Le 18 décembre 2006, il a été renvoyé de TQS à cause du trop grand nombre de plaintes portées contre lui. Cette raison s'est révélée fausse par la suite, le seul plaignant étant l'ex-député libéral provincial André Chenail ayant réclamé la peau de l'animateur en mettant de la pression sur le réseau TQS. Le principal intéressé estime que, contrairement à ce que le réseau a mentionné dans son communiqué, il n'a jamais été informé des plaintes à son endroit. Il affirme aussi que sa participation à l'émission Tout le monde en parle à Radio-Canada a déplu à ses patrons.
- Le 28 mars 2007, on apprend que la veille, Corus Québec décide de ne pas renouveler le contrat de l'animateur de l'émission Le Couvre-feu, il doit ainsi quitter la station, sans être congédié.